# K Scorpii
k Scorpii (k Sco / HD 154090 / HR 6334) es una estrella de magnitud aparente +4,87 encuadrada dentro de la constelación del Escorpión.
La distancia a la que se encuentra es incierta; la medida de la paralaje realizada por el satélite Hipparcos —cuyo grado de error es del orden de la propia medida— sitúa a k Scorpii a una distancia superior a 2600 años luz.
k Scorpii es una supergigante azul de tipo espectral B1Iae con una elevada temperatura efectiva de 22.200 K. 
Como corresponde a su clase, es una estrella enormemente luminosa, ya que radia 300.000 veces más energía que el Sol.
También tiene un tamaño considerable; su radio es 36 veces más grande que el del Sol y gira sobre sí misma con una velocidad de rotación proyectada de 47 km/s.
Es una estrella muy masiva, siendo su masa aproximadamente 28 veces mayor que la masa solar, por lo que finalizará su corta vida explotando en forma de supernova.
Al igual que otras estrellas análogas, pierde masa estelar, a un ritmo de 0,95 × 10-6 masas solares por año.
En su superficie se encuentra material procesado en el ciclo CNO, lo que se manifiesta en una relación nitrógeno/carbono 10 veces superior a la del Sol, así como en la relación nitrógeno/oxígeno, 6 veces mayor.
k Scorpii es una variable Alfa Cygni —semejante a Deneb (α Cygni)— cuyo brillo oscila 0,063 magnitudes a lo largo de un período de 1,593 días.
Recibe la denominación, en cuanto a estrella variable, de V1073 Scorpii.
Esta estrella no debe ser confundida con Kappa Scorpii (κ Scorpii), también conocida como Girtab.